# Tia Hellebaut
Tia Hellebaut (Anvers, Flandes, 16 de febrer de 1978) és una atleta belga especialista en salt d'alçada i proves combinades.
Va proclamar-se campiona d'Europa de salt d'alçada a Göteborg 2006 i campiona olímpica a Pequín 2008.

## Carrera
Inicialment es dedicava només a les proves combinades, i va participar en nombroses competicions d'heptatló i pentatló, com els mundials d'Edmonton 2001 i París 2003. Tot i això, no va arribar a destacar a nivell internacional en aquesta especialitat.
Més tard es va especialitzar en salt d'alçada, disciplina on sí que va reeixir, arribant a la final del Jocs Olímpics d'Atenes 2004 i del Mundial de Hèlsinki 2005. Els grans èxits li arribaren l'any següent, el 2006, quan va aconseguir situar-se en l'elit de l'especialitat: el 8 de juliol va saltar 2,00 m a París. El mes següent, l'11 d'agost, va guanyar l'or europeu a Göteborg 2006, després de batre dues vegades la seva marca (2,01 m i 2,03 m) imposant-se a la búlgara Venelina Veneva (que va superar els 2,03 m al segon intent) i a la sueca Kajsa Bergqvist, bronze amb 2,01 m. de
El 23 d'agost del 2008 va imposar-se en els Jocs de Pequín 2008 amb una marca de 2,05 m al primer intent. La plata va ser per a la favorita, la croata Blanka Vlašić, que va fer els 2,05 m al segon intent.
Ostenta els rècors de Bèlgica d'heptatló (outdoor), pentatló (indoor), salt d'alçada (indoor i outdoor) i salt de longitud (indoor).

### Retirada
El 5 de desembre de 2008 Hellebaut va anunciar que estava embarassada i que es abandonava la pràctica professional de l'atletisme. L'any següent naixia la seva filla Lotte.

### Retorn

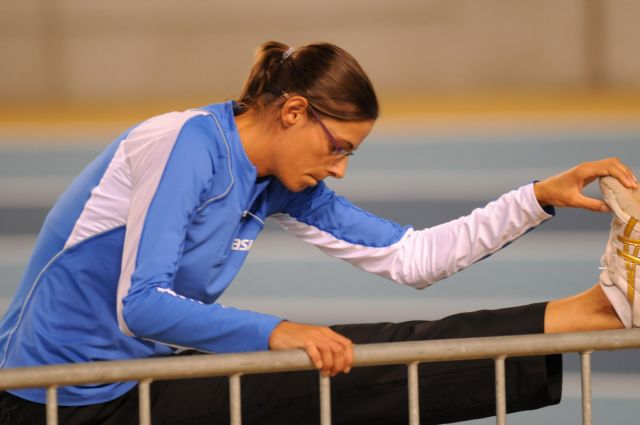
Hellebaut, en ple escalfament

Seguint l'exemple de la tennista Kim Clijsters (que havia tornat a competir després de donar a llum), va anunciar que tornava a competir el 16 de febrer del 2010, dia del seu 32è aniversari, amb la intenció de participar en els Jocs de Londres 2012.

### Segon embaràs
Un parell de setmanes després d'assolir la cinquena posició als Europeus de Barcelona 2010, amb una marca d'1,97m, que era el seu primer campionat després de tornar a competir, es va saber que tornava a estar embarassada. En una roda de premsa el 17 d'agost, va confirmar que en feia tres mesos i que havia estat una decisió premeditada. Encara que no participarà en cap campionat més el 2010, no és segur que aquest embaràs la retiri definitivament.

## Resultats
| Any                               | Torneig                                           | Seu         | Esdeveniment  | Resultat        | Marca       |
| --------------------------------- | ------------------------------------------------- | ----------- | ------------- | --------------- | ----------- |
| 1995                              | Festival Olímpic de la Joventut Europea           | Bath        | Salt d'alçada | 9a              | 1,75 metres |
| 1997                              | Campionats Europeus Júnior                        | Ljubljana   | Heptatló      | 11a             | 5157 punts  |
| 1999                              | Campionats Europeus (de 20 a 22 anys)             | Göteborg    | Heptatló      | 6a              | 5548 punts  |
| 2000                              | Campionat d'Europa en pista coberta               | Gant        | Pentatló      | 14a (lesionada) |             |
| 2001                              | Campionat del Món                                 | Edmonton    | Heptatló      | 14a             | 5680 punts  |
| 2003                              | Campionat del Món                                 | París       | Heptatló      | Retirada        |             |
| 2004                              | Campionat del Món en pista coberta                | Budapest    | Pentatló      | 5a              | 4526 punts  |
| 2004                              | Jocs Olímpics                                     | Atenes      | Salt d'alçada | 12a en la final | 1,85 metres |
| 2005                              | Campionat del Món                                 | Hèlsinki    | Salt d'alçada | 6a en la final  | 1,93 metres |
| 2006                              | Campionat del Món en pista coberta                | Hèlsinki    | Salt d'alçada | 6a en la final  | 1,93 metres |
| 2006                              | Campionat d'Europa                                | Göteborg    | Salt d'alçada | 1a              | 2,03 metres |
| 2006                              | Golden League de Brussel·les - Memorial Van Damme | Brussel·les | Salt d'alçada | 1a              | 1,98 metres |
| 2006                              | Golden League de Berlín                           | Berlín      | Salt d'alçada | 1a              | 2,00 metres |
| 2007                              | Gala d'Or del Salt d'alçada                       | Brussel·les | Salt d'alçada | 1a              | 2,00 metres |
| 2007                              | Campionat d'Europa en pista coberta               | Birmingham  | Salt d'alçada | 1a              | 2,05 metres |
| 2007                              | Campionat del Món                                 | Osaka       | Salt d'alçada | 14a en la final | 1,90 metres |
| 2008                              | Campionat del Món en pista coberta                | València    | Pentatló      | 1a              | 4867 punts  |
| 2008                              | Jocs Olímpics                                     | Pequín      | Salt d'alçada | 1a              | 2,05 metres |
| Retorn després del primer embaràs |                                                   |             |               |                 |             |
| 2010                              | Meeting d'Atletisme de Madrid                     | Madrid      | Salt d'alçada | 2a              | 1,95 metres |
| 2010                              | Campionat d'Europa                                | Barcelona   | Salt d'alçada | 5a              | 1,97 metres |